# Phoebe (género)
Phoebe es un género de árboles y de arbustos siempreverdes de la familia de los laureles Lauraceae.

## Especies
- Phoebe angustifolia
- Phoebe bournei
- Phoebe brachythyrsa
- Phoebe chekiangensis
- Phoebe chinensis
- Phoebe cinnamomifolia
- Phoebe faberi
- Phoebe formosana
- Phoebe forrestii
- Phoebe glaucophylla
- Phoebe hainanensis
- Phoebe hui
- Phoebe hunanensis
- Phoebe hungmaoensis
- Phoebe kwangsiensis
- Phoebe lanceolata
- Phoebe legendrei
- Phoebe lichuanensis
- Phoebe macrocarpa
- Phoebe megacalyx
- Phoebe microphylla
- Phoebe minutiflora
- Phoebe motuonan
- Phoebe nanmu
- Phoebe neurantha
- Phoebe neuranthoides
- Phoebe nigrifolia
- Phoebe pandurata
- Phoebe puwenensis
- Phoebe rufescens
- Phoebe sheareri
- Phoebe tavoyana
- Phoebe yaiensis
- Phoebe yunnanensis
- Phoebe zhennan